# Prodontocerum lignitidum
Prodontocerum lignitidum is een fossiele soort schietmot uit de familie Leptoceridae.